# Мекс деван Виртон
Мекс деван Виртон (на френски: Meix-devant-Virton) е селище в Южна Белгия, окръг Виртон на провинция Люксембург. Населението му е около 2700 души (2006).